# Leucauge japonica
Leucauge japonica este o specie de păianjeni din genul Leucauge, familia Tetragnathidae. A fost descrisă pentru prima dată de Thorell, 1881. Conform Catalogue of Life specia Leucauge japonica nu are subspecii cunoscute.